# Et liv som dronning
Et liv som dronning er en dansk dokumentarserie om dronning Margrethe 2 i fire afsnit på TV 2 med premiere 20. december 2021.
Dronningen ser tilbage på sit livs største øjeblikke og mindes nogle af de mennesker, der har betydet allermest igennem hendes 50 år som regent. Serien er inddelt i temaer: Arven, Kærligheden, Folket og Livskunsten. Serien sendes i anledning af dronningens 50 års jubilæum som regent, og er lavet af dokumentarist Martin Sundstrøm.
Seriens afsnit med nye interviews er optaget på fire forskellige lokationer, som har haft særlig betydning for de temaer, serien omhandler. Optagelserne har fundet sted på Amalienborg, Fredensborg Slot, Kongeskibet Dannebrog og Marselisborg Slot. Dronningen har givet filmholdet adgang til og fremvist vigtige lokaler, genstande og kunstværker. I serien genser og kommenterer dronningen filmklip fra sit liv samtidig med, at hun ser dem.
I afsnit to er hele dronningens bryllup farvelagt for første gang.